# Peter Herrmann (Musikproduzent)
Peter Herrmann (* 1961 in Gießen) ist ein deutscher Musiker, Komponist und Musikproduzent. 

## Ausbildung
Herrmann wuchs in Krumbach auf und erhielt seinen ersten Gitarrenunterricht von der Diakonie-Schwester in seinem Heimatdorf. Für seine erste Band Private Parts, in der er mit Markus Leukel, Gerd Stein und Pablo van Wegen spielte, wechselte er zum Bass. Nach dem Abitur studierte Herrmann Musikwissenschaften an der Justus-Liebig-Universität Gießen bei Ekkehard Jost. Auf Anregung seines Professors entschied er sich, sich auf das praktische Musikmachen zu konzentrieren statt auf die Musiktheorie.

## Musikalische Karriere
Herrmann ist seit 1975 als Bassist und Gitarrist tätig und arbeitet seit vielen Jahren als Komponist. Er betreibt ein Tonstudio auf dem Kirchberg im Ortsteil Lollar-Ruttershausen. Neben regelmäßigen Kompositionen für verschiedene Bands produziert er Sprachaufnahmen für Verlage wie Cornelsen Verlag, Langenscheidt und Hueber Verlag. Zudem komponierte er für Zirkus und Theater und ist als Workshop-Autor für das Fachmagazin Bass Professor tätig.
Als Bassist arbeitete Herrmann mit Rufus Beck, Lulo Reinhardt, Wolf Maahn, Tom Liwa, Flowerpornoes, Pete York, Joe Porcaro, Cynthia Nickschas, Fredrik Vahle und Mark Gillespie zusammen. In den 1990er Jahren tourte er mit Jethro Tull. Zu Herrmanns Werken gehört das Musical Samis Welt, das am 21. August 2019 im Kino Traumstern Premiere feierte. Peter Herrmann setzt sich aktiv für die Förderung der mittelhessischen Musikszene ein. Er organisiert im Rahmen des Mittelhessischen Kultursommers jährlich ein Weltmusikprojekt.
Herrmann ist verheiratet und lebt in Kirchberg.

## Diskografie
- 1999: Exit (mit Mark Gillespie)
- 2018: Lollar (mit Werner Muth)
- 2019: Samis Welt (mit Rufus Beck)